# Vagabond (serie televisiva)
Vagabond (배가본드?, BaegabondeuLR) è una serie televisiva sudcoreana trasmessa su SBS TV dal 20 settembre al 23 novembre 2019. È stata distribuita internazionalmente, anche in italiano, in contemporanea su Netflix.

## Trama
Cha Dal-geon è uno stuntman che si prende contemporaneamente cura del nipotino orfano, Hoon. Un giorno, il bambino muore in un incidente aereo durante una gita in Marocco, insieme a oltre duecento civili che erano saliti sullo stesso volo. Dal-geon parte immediatamente per il Marocco per presenziare ai funerali, e sul posto riconosce un passeggero che dovrebbe essere presumibilmente morto. Resosi conto che l'incidente non è stato causato da una semplice avaria, ma da un terrorista, mette a rischio la sua vita per portare alla luce le prove, affiancato dall'agente sotto copertura del NIS Go Hae-ri. Insieme, scoprono una rete di corruzione che arriva fino al Presidente della Corea del Sud.

## Personaggi

### Personaggi principali
- Cha Dal-geon, interpretato da Lee Seung-gi
- Go Hae-ri, interpretata da Bae Suzy
- Gi Tae-ung, interpretato da Shin Sung-rok
Team leader del NIS.

### Personaggi secondari
- Jung Kook-pyo, interpretato da Baek Yoon-sik
Presidente della Corea del Sud.
- Hong Soon-jo, interpretato da Moon Sung-keun
Primo ministro della Corea del Sud.
- Yoon Han-ki, interpretato da Kim Min-jong
Segretario agli affari civili.
- Park Man-young, interpretato da Choi Kwang-il
Ministro della difesa della Corea del Sud.
- An Ki-dong, interpretato da Kim Jong-soo
Direttore generale del NIS.
- Kang Joo-cheol, interpretato da Lee Ki-young
Direttore del NIS.
- Min Jae-sik, interpretato da Jung Man-sik
Capo di Hae-ri al NIS.
- Gong Hwa-sook, interpretata da Hwang Bo-ra
Collega e amica di Hae-ri al NIS.
- Kim Se-hun, interpretata da Shin Seung-hwan
Agente del NIS.
- Edward Park, interpretato da Lee Geung-young
Presidente del DKP Group.
- Jessica Lee, interpretata da Moon Jeong-hee
Presidente in carica della John & Mark Asia, lobbista.
- Mickey, interpretata da Ryu Won
Assistente di Edward.
- Hong Seung-beom, interpretato da Kim Jung-hyun
Avvocato assistente di Jessica.
- Kye Sun-ja, interpretata da Kim Sun-young
Titolare di un ristorante di pollo, al servizio di Kang Joo-cheol.
- Kye Jang-su, interpretato da Yang Hyung-wook
Hacker.
- Kim Woo-gi, interpretato da Jang Hyuk-jin
Co-pilota dell'aereo B357.
- Oh Sang-mi, interpretata da Kang Kyung-hun
Ex-assistente di volo, moglie di Woo-gi.
- Seo Young-ji, interpretata da Lee Si-yoo
- Jerome, interpretato da Teo Yoo
Ex-mercenario coinvolto nello schianto dell'aereo B357.
- Lily, interpretata da Park Ah-in
Assassina assunta da Jessica.
- Kim Do-soo, interpretato da Choi Dae-chul
Disertore nordcoreano agli ordini di Min Jae-sik.
- Padre di Ui Jeong, interpretato da Kim Dae-gon
- Park Kwang-deok, interpretato da Ko Kyu-pil
Marito di una delle vittime dello schianto aereo.

### Apparizioni speciali
- Cha Hoon, interpretato da Moon Woo-jin e Jung Hyun-joon (da giovane) (ep. 1, 7, 9)
- Michael, interpretato da António Pedro Cerdeira
Vicepresidente della John & Mark Asia.
- Kim Ho-sik, interpretato da Yoon Na-moo
Dipendente dell'ambasciata sudcoreana in Marocco.
- Dottor Kevin Kim, interpretato da Lee Hwang-ui
- Giudice Ahn Seung-tae, interpretato da Yoon Da-hoon

## Produzione

### Pre-produzione e casting
Vagabond è diretto da Yoo In-sik e scritto da Jang Young-chul e Jung Kyung-soon, già autori di Giant (2010), Salaryman chohanji (2012) e Don-ui hwasin (2013). È prodotto da Celltrion Entertainment con un budget da 25 miliardi di won, tra i più alti per una fiction sudcoreana.
L'11 aprile 2018 è stato riportato che a Lee Seung-gi era stata offerta una parte nella serie, e l'8 maggio che Bae Suzy, sua co-star in Guga-ui seo (2013), avrebbe probabilmente interpretato la protagonista femminile. Hanno entrambi confermato la loro adesione il 5 giugno 2018.
Shin Sung-rok si è unito al cast il 29 marzo 2018, nel ruolo del team leader del NIS Gi Tae-ung. Il cast di supporto è stato completato nei mesi successivi, con l'annuncio delle partecipazioni di Kim Min-jong, Baek Yoon-sik, Moon Sung-keun e Lee Geung-young l'11 maggio, di Jang Hyuk-jin e Kang Kyung-hun il 31 maggio, di Jung Man-sik e Kim Jung-hyun a giugno, di Teo Yoo, Ryu Won e Hwang Bo-ra a luglio. Park Ah-in è entrata nel cast il 10 gennaio 2019.

### Riprese
Gli attori si sono riuniti per la prima lettura congiunta della sceneggiatura il 2 giugno 2018. Prima di girare, il cast si è sottoposto a due-tre mesi di allenamento fisico per perfezionare le scene d'azione e renderle paragonabili a quelle della serie cinematografica di Bourne. Lee Seung-gi si è prestato alla maggior parte delle proprie acrobazie senza l'ausilio di uno stuntman, mentre Bae Suzy ha studiato l'arabo per calarsi nel ruolo poliglotta di Go Hae-ri.
Le riprese si sono svolte in parte anche in Portogallo, e la troupe ha girato per due mesi in Marocco. Sono durate 11 mesi, terminando il 24 maggio 2019.

### Promozione e trasmissione
La trasmissione del drama era inizialmente prevista per fine 2018, ma il 29 maggio la SBS ha comunicato di averne spostato la programmazione a marzo-aprile 2019. Il 26 dicembre, ha annunciato che era stata fissata a maggio 2019 nella fascia settimanale mercoledì-giovedì. Il 31 dicembre 2018 ha caricato online il trailer. Nel frattempo, è stato firmato un accordo con Sony Pictures Television per la distribuzione internazionale e la trasmissione simultanea negli Stati Uniti e in Giappone.
Ad aprile 2019 la messa in onda è stata posticipata a settembre a causa di ritardi nelle riprese e un accordo in sospeso con Netflix. Il 21 agosto è uscito il primo poster, lo scatto notturno di un aereo con un'ala in fiamme e la frase "Fu l'inizio di un'enorme cospirazione", mentre nelle settimane successive sono stati caricati quattro nuovi trailer, l'ultimo dei quali a tre giorni dalla première. Il 6 settembre sono stati distribuiti i poster individuali dei personaggi di Lee Seung-gi e Bae Suzy; ad essi si sono aggiunte due ulteriori locandine individuali e una di gruppo il 9 settembre.
Il primo episodio è stato trasmesso il 20 settembre 2019 su SBS TV e Netflix, con due episodi a settimana, il venerdì e il sabato alle 22 (ora coreana).

### Rinnovi
All'indomani dalla conclusione dell'episodio 16 di Vagabond con un finale aperto, una fonte della Celltrion Entertainment ha dichiarato in un'intervista: "[Il drama] era stato pianificato e prodotto con una seconda stagione in mente. Tuttavia, la stagione due non è stata confermata, ed è attualmente in fase di revisione. Stiamo verificando gli impegni degli attori, degli sceneggiatori e dei registi". Tre giorni dopo, Lee Seung-gi ha parlato della seconda stagione in un'intervista con Newsen, dicendo: "Se verrà fatta, penso sarebbe divertente. Come attore, sono d'accordo che questo genere di drama abbia una seconda stagione. Tuttavia, ciò che penso io non conta, perché c'è molto da tenere in considerazione, come l'ambiente di produzione e la richiesta dei fan, quindi dovremo aspettare e vedere come va".

## Colonna sonora
Brani cantati
1. Lee Chan-sol – Good All Days – 3:24 (testo: Nam Hye-seung, Jello Ann – musica: Nam Hye-seung, Surf Green)
2. Elaine – Fallen Star – 4:44 (testo: Nam Hye-seung, Jello Ann – musica: Nam Hye-seung, Surf Green)
3. I'll – Breaking Dawn – 3:25 (testo: Nam Hye-seung, Jello Ann – musica: Nam Hye-seung, B.a.B)
4. Baek A-yeon – Hello My Lover – 3:14 (testo: Nam Hye-seung, Maktub, Lee Raon – musica: Maktub, Lee Raon)
5. Lee Ju-hyuk – Here For You – 3:27 (testo: Nam Hye-seung, Jello Ann – musica: Nam Hye-seung, Park Sang-hee)
6. The Vane – Open Fire – 3:59 (testo: Nam Hye-seung, Jello Ann – musica: Nam Hye-seung, Park Jin-ho)
7. IRO – Falling in Love – 3:47 (testo: Choi Min-ji (Chansline) – musica: Choi Min-ji (Chansline), Kim Seong-min (Chansline), Kim Si-won (Chansline))
8. Ha Hyun-woo (Guckkasten) – Vagabond – 3:48 (Maktub, Iraon)
9. Ha Hyun-woo (Guckkasten) – Vagabond (Movie Still ver.) – 3:48 (Maktub, Iraon)
10. Kim Jae-hwan – If I was – 5:13 (testo: Taibian – musica: Taibian, Bark)

Brani strumentali
1. Nam Hye-seung – Vagabond (Opening Title) – 1:04
2. Nam Hye-seung – The God of War – 3:54
3. Nam Hye-seung – The Desert – 2:59
4. Nam Hye-seung – He is a Stuntman – 2:48
5. Nam Hye-seung – The Last Countdown – 4:01
6. Nam Hye-seung – Portugal Chase – 2:05
7. Nam Hye-seung – Lost Video – 2:52
8. Nam Hye-seung – N.I.S – 2:04
9. Nam Hye-seung – Fall into a trap – 1:03
10. Nam Hye-seung – Fatal Intuition – 2:04
11. Nam Hye-seung – Over – 2:55
12. Nam Hye-seung – Interrogate – 2:17
13. Nam Hye-seung – Unforgiven – 3:37
14. Nam Hye-seung – You are Mine – 2:16
15. Nam Hye-seung – Cheek – 1:58
16. Nam Hye-seung – Just the Beginning – 2:46
17. Nam Hye-seung – Morocco Run – 2:56
18. Nam Hye-seung – The Death Song – 1:51
19. Nam Hye-seung – Phone Booth – 3:28
20. Nam Hye-seung – Plane Crash – 3:05
21. Nam Hye-seung – Black Suit – 1:08
22. Nam Hye-seung – Attacked – 5:28
23. Nam Hye-seung – Time Match – 2:21
24. Nam Hye-seung – Pandora – 3:33
25. Nam Hye-seung – Revolution – 3:00
26. Nam Hye-seung – I Will Break You Down – 3:01
27. Nam Hye-seung – What is Chicken House? – 3:34
28. Nam Hye-seung – Storm will be coming – 3:46
29. Nam Hye-seung – I See Them – 1:34

## Accoglienza

### Critica
Stephen McCarty del South China Morning Post ha valutato positivamente la serie, trovando che sia "una sorta di sparatutto superiore... una scappatella alla Bourne con caratteristiche coreane" fatta di "episodi frenetici con cadenza bisettimanale, passione, pugni, corruzione politica, cospirazioni di alto livello e un mistero sempre più profondo".

### Pubblico
Il primo episodio di Vagabond è stato il programma più visto della sua fascia oraria su una rete pubblica, eguagliando lo share dell'ultima puntata del suo predecessore, Uisa Yo-han. Ha mantenuto la testa della fascia oraria anche con il secondo episodio. Ha registrato un nuovo record personale di ascolti con l'episodio conclusivo, ottenendo il 9,3%, l'11,7% e il 13,1% nelle sue tre parti, e totalizzando lo share più alto della serata nella fascia anagrafica chiave 20-49 anni.
La tabella sottostante illustra i dati di ascolto per ogni episodio, con i massimi in rosso e i minimi in blu, e la posizione nella classifica giornaliera.
| Ep.   | Parte | Prima visione     | Share medio         | Share medio                | Share medio         |
| Ep.   | Parte | Prima visione     | AGB Nielsen         | AGB Nielsen                | TNmS                |
| Ep.   | Parte | Prima visione     | A livello nazionale | Area metropolitana di Seul | A livello nazionale |
| ----- | ----- | ----------------- | ------------------- | -------------------------- | ------------------- |
| 1     | 1     | 20 settembre 2019 | 6,3% (16º)          | 6,7% (13º)                 | 6,6% (17º)          |
| 1     | 2     | 20 settembre 2019 | 8,0% (8º)           | 8,8% (6º)                  | 7,9% (14º)          |
| 1     | 3     | 20 settembre 2019 | 10,2% (4º)          | 11,5% (4º)                 | 9,5% (7º)           |
| 2     | 1     | 21 settembre 2019 | 5,8% (NC)           | 6,4% (19º)                 | N.D.                |
| 2     | 2     | 21 settembre 2019 | 8,1% (11º)          | 8,4% (6º)                  | 7,1% (20º)          |
| 2     | 3     | 21 settembre 2019 | 10,3% (4º)          | 10,7% (3º)                 | 9,3% (9º)           |
| 3     | 1     | 27 settembre 2019 | 7,3% (10º)          | 7,5% (9º)                  | 6,3% (18º)          |
| 3     | 2     | 27 settembre 2019 | 8,4% (7º)           | 8,2% (7º)                  | 8,2% (11º)          |
| 3     | 3     | 27 settembre 2019 | 9,3% (5º)           | 9,1% (5º)                  | 9,1% (7º)           |
| 4     | 1     | 28 settembre 2019 | 6,8% (15º)          | 7,6% (12º)                 | 7,1% (18º)          |
| 4     | 2     | 28 settembre 2019 | 8,1% (9º)           | 8,8% (5º)                  | 8,4% (12º)          |
| 4     | 3     | 28 settembre 2019 | 10,2% (3º)          | 11,1% (3º)                 | 9,7% (3º)           |
| 5     | 1     | 4 ottobre 2019    | 7,4% (10º)          | 7,9% (10º)                 | 7,2% (14º)          |
| 5     | 2     | 4 ottobre 2019    | 8,9% (9º)           | 9,1% (8º)                  | 8,2% (11º)          |
| 5     | 3     | 4 ottobre 2019    | 11,5% (4º)          | 11,2% (6º)                 | 11,0% (4º)          |
| 6     | 1     | 5 ottobre 2019    | 7,2% (14º)          | 7,7% (11º)                 | 7,2% (18º)          |
| 6     | 2     | 5 ottobre 2019    | 10,0% (4º)          | 10,8% (4º)                 | 8,9% (11º)          |
| 6     | 3     | 5 ottobre 2019    | 11,3% (3º)          | 12,3% (3º)                 | 10,0% (5º)          |
| 7     | 1     | 11 ottobre 2019   | 7,5% (12º)          | 8,1% (12º)                 | 7,1% (18º)          |
| 7     | 2     | 11 ottobre 2019   | 9,5% (7º)           | 10,1% (6º)                 | 8,2% (11º)          |
| 7     | 3     | 11 ottobre 2019   | 11,4% (4º)          | 12,2% (3º)                 | 9,9% (6º)           |
| 8     | 1     | 12 ottobre 2019   | 7,2% (11º)          | 7,4% (11º)                 | 7,1% (15º)          |
| 8     | 2     | 12 ottobre 2019   | 8,8% (8º)           | 9,0% (7º)                  | 8,8% (6º)           |
| 8     | 3     | 12 ottobre 2019   | 10,1% (4º)          | 10,2% (3º)                 | 9,1% (5º)           |
| 9     | 1     | 18 ottobre 2019   | 7,0% (13º)          | 7,3% (11º)                 | 7,5% (17º)          |
| 9     | 2     | 18 ottobre 2019   | 8,6% (9º)           | 9,0% (8º)                  | 8,7% (10º)          |
| 9     | 3     | 18 ottobre 2019   | 10,6% (4º)          | 10,8% (3º)                 | 10,0% (6º)          |
| 10    | 1     | 19 ottobre 2019   | 7,9% (8º)           | 8,0% (7º)                  | 8,4% (10º)          |
| 10    | 2     | 19 ottobre 2019   | 10,2% (3º)          | 10,6% (3º)                 | 9,7% (4º)           |
| 11    | 1     | 25 ottobre 2019   | 7,9% (10º)          | 8,2% (9º)                  | 7,6% (15º)          |
| 11    | 2     | 25 ottobre 2019   | 8,9% (7º)           | 8,9% (7º)                  | 8,6% (10º)          |
| 11    | 3     | 25 ottobre 2019   | 10,2% (4º)          | 10,0% (4º)                 | 9,7% (7º)           |
| 12    | 1     | 26 ottobre 2019   | 9,0% (6º)           | 9,5% (5º)                  | N.D.                |
| 12    | 2     | 26 ottobre 2019   | 11,6% (3º)          | 11,9% (3º)                 | N.D.                |
| 13    | 1     | 2 novembre 2019   | 10,4% (4º)          | 10,3% (4º)                 | 8,8% (8º)           |
| 13    | 2     | 2 novembre 2019   | 12,8% (3º)          | 12,6% (3º)                 | 11,0% (3º)          |
| 14    | 1     | 9 novembre 2019   | 8,5% (5º)           | 8,9% (5º)                  | 8,8% (8º)           |
| 14    | 2     | 9 novembre 2019   | 10,2% (4º)          | 10,6% (4º)                 | 9,3% (6º)           |
| 14    | 3     | 9 novembre 2019   | 11,2% (3º)          | 11,3% (3º)                 | 10,4% (3º)          |
| 15    | 1     | 22 novembre 2019  | 8,7% (10º)          | 9,0% (8º)                  | 7,3% (16º)          |
| 15    | 2     | 22 novembre 2019  | 10,1% (5º)          | 10,4% (3º)                 | 8,2% (11º)          |
| 15    | 3     | 22 novembre 2019  | 11,8% (2º)          | 12,1% (2º)                 | 9,6% (6º)           |
| 16    | 1     | 23 novembre 2019  | 9,3% (5º)           | 9,4% (5º)                  | 8,6% (10º)          |
| 16    | 2     | 23 novembre 2019  | 11,7% (4º)          | 11,9% (4º)                 | 10,3% (4º)          |
| 16    | 3     | 23 novembre 2019  | 13,0% (3º)          | 14,1% (3º)                 | 12,1% (3º)          |
| Media | Media | Media             | 9,3%                | 10,0%                      | —                   |

1. ↑  Ogni episodio televisivo è stato diviso in parti – solitamente tre da 20 minuti – separate da pause pubblicitarie.

## Riconoscimenti
- APAN Star Award[57]
  - 2021 – Candidatura Premio star popolare (uomini) a Lee Seung-gi
- SBS Drama Award
  - 2019 – Premio all'alta eccellenza in una miniserie (uomini) a Lee Seung-gi[58]
  - 2019 – Premio all'alta eccellenza in una miniserie (donne) a Bae Suzy[58]
  - 2019 – Miglior coppia a Lee Seung-gi e Bae Suzy[58]
  - 2019 – Premio Hallyu Contents[58]
  - 2019 – Miglior attrice di supporto a Moon Jeong-hee[58]
  - 2019 – Candidatura Premio dei produttori a Lee Seung-gi[59]
  - 2019 – Candidatura Premio dei produttori a Bae Suzy[59]
  - 2019 – Candidatura Premio all'eccellenza in una miniserie (uomini) a Shin Sung-rok[59]
  - 2019 – Candidatura Miglior personaggio (donne) a Hwang Bo-ra[59]
  - 2019 – Candidatura Miglior squadra di supporto a Park Ah-in, Choi Dae-chul, Kim Jung-hyun e Moon Jeong-hee[59]
  - 2019 – Candidatura Miglior attore di supporto a Baek Yoon-sik[59]
  - 2019 – Candidatura Miglior attore di supporto a Lee Geung-young[59]
  - 2019 – Candidatura Miglior attore bambino a Moon Woo-jin[59]
  - 2019 – Candidatura Miglior nuova attrice a Park Ah-in[59]